# 龙崎线
龍崎線（日语：／ Ryūgasaki sen */?）是一條連結茨城縣龍崎市佐貫站和龍崎站，屬於關東鐵道的鐵路線。

## 路線資料
- 路線距離（營業距離）：4.5公里[1]
- 軌距：1067毫米[1]
- 站數：3個（包括起終點站）[1]
- 複線路段：沒有（全線單線）
- 電氣化路段：沒有（全線非電氣化）
- 閉塞方式：Tablet閉塞式（全線只有1個閉塞路段，不需進行列車交會）
- 車輛基地所在站：龍崎站（組織上為常總線水海道車輛區（日语：水海道車両基地）一部分）

## 車站列表
- 所有車站均位於茨城縣龍崎市。
- 所有車站均設有IC卡簡易閘機。
- 軌道為全線單線，不可進行交會。

站員
◎：全日配置
○：只限6時 - 9時、16時 - 20時配置。引入通話系統。
| 中文站名 | 日文站名 | 英文站名 | 站間距離 | 累計距離 | 站員 | 售票機 | 接續路線               |
| -------- | -------- | -------- | -------- | -------- | ---- | ------ | ---------------------- |
| 佐貫     |          |          | -        | 0.0      | ○    | 有     | 東日本旅客鐵道：常磐線 |
| 入地     |          |          | 2.2      | 2.2      |      | 無     |                        |
| 龍崎     |          |          | 2.3      | 4.5      | ◎    | 有     |                        |

### 废除的车站
- 南中岛站 （佐貫 - 入地区间内 1900年8月14日 - 1957年）
- 门仓站 （入地 - 龙崎区间内 1900年8月14日 - 1957年）

## 历史
- 1900年8月14日 龙崎铁道佐貫 - 龙崎区间启用运营。日本鐵道（现在的常磐线）的佐貫站也同步开通。当時的轨距为762mm，使用蒸汽车。
- 1901年1月1日 入地站开通运营[3][4][5]。
- 1915年7月 全线改为1067mm轨距。
- 1944年5月13日 并入鹿岛参宫铁道[6]。
- 1957年 南中岛站、门仓站废弃。
- 1965年6月1日 鹿岛参宫铁道和常总筑波铁道合并成关东铁道，佐貫 - 龙崎区间开始被称为龙崎线。
- 1971年
  - 4月1日 停止货运服务
  - 8月1日 实行无人售票制
- 2020年8月14日，龍崎線迎來開業的120周年，並在當天舉行紀念列車的發車典禮[7][8][9]。

## 外部連結
- 関東鉄道 鉄道情報